# Coleman (Georgia)
Coleman es un pueblo ubicado en el condado de Randolph en el estado estadounidense de Georgia. En el censo de 2000, su población era de 149.

## Demografía
En el 2000 la renta per cápita promedia del hogar era de $24,583, y el ingreso promedio para una familia era de $30,938. El ingreso per cápita para la localidad era de $13,279. Los hombres tenían un ingreso per cápita de $22,750 contra $18,958 para las mujeres.

## Geografía
Coleman se encuentra ubicado en las coordenadas 31°40′22″N 84°53′25″O / 31.67278, -84.89028 (31.672794, -84.890269).
Según la Oficina del Censo, la localidad tiene un área total de 2 km² (0,8 mi²), de la cual 2 km² (0,8 mi²) es tierra y 0 km² (0 mi²) (0.00%) es agua.